# Ceratovacuna panici
Ceratovacuna panici är en insektsart som först beskrevs av Van der Goot 1917.  Ceratovacuna panici ingår i släktet Ceratovacuna och familjen långrörsbladlöss. Inga underarter finns listade i Catalogue of Life.